# Makenzie Leigh
Makenzie Leigh, född 8 augusti 1990 i Dallas, är en amerikansk skådespelare.
Leigh har bland annat medverkat i filmen Salem's Lot. Hon har även medverkat i TV-serierna The Slap och Gotham.

## Filmografi (i urval)
- 2014–2015 – Gotham (TV-serie)
- 2015 – The Slap (TV-serie)
- 2023 – Salem's Lot